# Projet MKNAOMI
MKNAOMI (ou MK-NAOMI) est un projet secret du bureau des services techniques (TSS) de la Central Intelligence Agency (CIA) et de la division des opérations spéciales (SOD) de l'U.S. Army Chemical Corps. Dans le cadre de ce cette coopération, établie au début des années 1950, l'unité spéciale de l'armée est chargée d'entreposer les agents biologiques et les substances chimiques du bureau de la CIA.
Le projet prend fin en février 1970, lorsque le président Richard Nixon ordonne la destruction de tous les stocks d'agents biologiques et chimiques, marquant un tournant dans la régulation de ces armes aux États-Unis.

## Contexte
Au lendemain de la Seconde Guerre mondiale, de nombreuses recherches en matière de guerre biologique débutent aux États-Unis. Dans un contexte de guerre froide, la manipulation mentale est aussi un domaine qui intéresse de plus en plus le monde du renseignement,.
En 1943, une équipe de scientifiques est mobilisée au sein de l'U.S. Army Biological Warfare Laboratories (USBWL) pour développer le programme d'armement biologique américain,. Dans le but d'expérimenter les effets des agents biologiques en question et les moyens de les utiliser, la division des opérations spéciales (SOD) est créée à Fort Detrick en mai 1949,,.
En 1949 et 1950, la CIA met en place son premier projet sur les techniques d'interrogatoire et l'utilisation de psychotropes, mais ne dispose pas du matériel et des systèmes opérationnels nécessaires. Dès les premières expérimentations de l'agence, les équipes du projet BLUEBIRD sont soutenues par la SOD,. « MKNAOMI » est le nom de code utilisé dans les documents comptables de la CIA pour désigner le projet. Selon plusieurs auteurs, cette appellation est une référence à la secrétaire du Dr Harold A. Abramson, Naomi Busner,.
La collaboration entre l'unité spéciale de l'armée et la CIA est entérinée par une charte signée en mai 1952,,. Le document le plus ancien retrouvé dans les archives en 1975 est daté du 5 mai 1952,.
En avril 1953, le directeur de la CIA Allen Dulles approuve MK-ULTRA, un autre projet supervisé par le bureau des services techniques. Son financement exceptionnel et l'étendue des recherches qui sont réalisées favorisent le développement de MKNAOMI,.

## Généralités

### Direction
Le premier directeur de la division des opérations spéciales est le Dr John Schwab,. Il est assisté du lieutenant-colonel Vincent Ruwet et du Dr Frank Olson, recruté en septembre 1950. Du côté du TSS, le chimiste Sidney Gottlieb et son adjoint Robert V. Lashbrook, qui assure la liaison entre les deux équipes, sont les interlocuteurs de l'armée,.

### Objectifs
Dans le cadre du projet, les scientifiques de la SOD ont pour mission principale le développement et la maintenance d'un arsenal de substances toxiques pouvant être utilisées lors des opérations clandestines de la CIA,.
En octobre 1976, une note interne de l'agence résume ainsi les objectifs principaux, :
- (a) Fournir une base de soutien secrète pour répondre aux besoins opérationnels clandestins.
- (b) Stocker des matériaux sévèrement incapacitants et létaux pour l'usage spécifique du TSS.
- (c) Maintenir en état de fonctionnement opérationnel des équipements spéciaux et uniques pour la dissémination de matériaux biologiques et chimiques.
- (d) Assurer la surveillance, les essais, l'amélioration et l'évaluation nécessaires des matériaux et des équipements afin de garantir l'absence de défauts et la prévisibilité complète des résultats à attendre dans des conditions opérationnelles.

## Activités

### Expérimentations

#### Premières expérimentations de la SOD
En 1949, des membres de la SOD se rendent dans les Caraïbes, près de l'île d'Antigua, pour participer à l'opération Harness. Pour les besoins de ce programme expérimental de l'armée britannique, des milliers d'animaux sont déplacés jusqu'au large dans des conteneurs reposant sur des canots pneumatiques, puis contaminés par les bactéries responsables de la maladie du charbon, de la brucellose et de la tularémie,.
En septembre 1950, le département de la Défense autorise une expérimentation de grande ampleur dans la baie de San Francisco,. Dans le but d'étudier la propagation des agents pathogènes au sein d'une zone densément peuplée, et quantifier les effets d'une telle attaque, deux bactéries sont disséminées dans l'air à 3 km de la côte par un navire de la marine des États-Unis. Les scientifiques de l'armée ont choisi spécialement la bactérie Serratia marcescens en raison de la teinte rouge produite par ses germes, ce qui la rend facilement repérable, et pour son caractère a priori inoffensif,,. Des représentants de la CIA assistent à l'opération en tant qu'observateurs.
D'après les échantillons prélevés sur quarante-trois sites, l'ensemble des 800 000 habitants de San Francisco sont exposés à des agents pathogènes, ainsi que des habitants d'autres villes situées dans la banlieue environnante,. Une semaine après l'expérimentation, dix personnes souffrant d'une infection des voies urinaires sont admises à l'hôpital universitaire de Standford. Edward Nevin, un immigrant irlandais qui se remettait d'une opération de la prostate, meurt le 1er novembre 1950 à la suite de la généralisation de l'infection.

#### Expérimentation de Deep Creek Lake
En novembre 1953, confronté aux restrictions de sa hiérarchie, Sidney Gottlieb décide de tester les effets du LSD sur les scientifiques de la SOD lors de la réunion semi-annuelle du projet. À l'occasion d'un séminaire de trois jours organisé dans une cabane à Deep Creek Lake, auquel participent notamment le lieutenant-colonel Ruwet, John Schwab, et Frank Olson, une dose de LSD est discrètement versée dans une bouteille de Cointreau par Robert Lashbrook,,. Quand Gottlieb révèle aux personnes présentes qu'elles sont impliquées dans une expérimentation, Olson montre rapidement des signes préoccupants de paranoïa, remarqués par plusieurs collègues présents,.
De retour chez lui, son état ne s'améliore pas. Il est pris en charge par ses supérieurs qui l'envoient à New York, où il meurt dans la nuit du 27 au 28 novembre 1953,. Quelques mois plus tôt, en mars 1953, Olson avait quitté son poste à la tête de la division des opérations spéciales, se plaignant de la pression et du stress,. Selon ses proches, une partie de son travail en tant que consultant de la CIA était d'assister à des interrogatoires expérimentaux de prisonniers soviétiques ou nazis. Durant les années qui ont précédé sa mort, il s'est notamment rendu en Suède, en Norvège, en France, en Angleterre et en Allemagne, en soutien des équipes d'interrogatoire de la CIA,.

#### Allégations concernant l'affaire de Pont-Saint-Esprit
En août 1951, la petite ville de Pont-Saint-Esprit, située dans le Sud de la France, est le théâtre d'un incident tragique. Pendant plusieurs jours, une partie de la population est victime d'une maladie hallucinatoire soudaine et sévère, entraînant des symptômes allant de l'agitation et l'insomnie à des comportements violents,. Le pain du boulanger local est rapidement mis en cause, d'abord par les rumeurs, puis par les médecins français Albert Gabbaï, un des trois médecins généralistes du village, et Gaston Giraud, professeur à la faculté de médecine de Montpellier. La farine du pain aurait été contaminée par l'ergot de seigle, un champignon parasite qui, dans certaines conditions d'humidité, fermente et libère plusieurs alcaloïdes, dont l'acide lysergique, à l'origine de l'ergotisme,. Il s'agit de la version retenue par la justice française en 1965.
Selon le journaliste d'investigation américain Hank P. Albarelli Jr., auteur d'un livre publié en 2009, l'affaire de Pont-Saint-Esprit serait la conséquence d'un essai du projet. En enquêtant sur la mort de Frank Olson, il découvre des documents déclassifiés et communique avec d'anciens agents de la CIA et de la SOD. Certaines déclarations font état d'une contamination volontaire de l'air, qui s'est avérée être un échec, puis des produits alimentaires locaux,,. Une note confidentielle émise par la Maison-Blanche, probablement dans le cadre de la commission Rockefeller, mentionne l'« incident de Pont-Saint-Esprit »,. Albarelli s'appuie sur d'autres éléments, en particulier la présence en France de plusieurs membres de la division des opérations spéciales, dont Olson, attestée par leurs passeports,.
Cette hypothèse est qualifiée de « fantaisiste » par l'historien et universitaire américain Steven L. Kaplan, spécialiste de l'histoire du pain et auteur d'une enquête détaillée sur les évènements de Pont-Saint-Esprit,. Il souligne que les effets du LSD se manifestent en quelques heures, alors que les symptômes observés chez les habitants sont apparus après 36 heures ou plus. Le choix de cette petite ville, déjà bombardée par l'armée américaine durant la Seconde Guerre mondiale, est aussi un non-sens pour l'historien.
Le 15 novembre 2022, dans une liste de documents de la CIA à déclassifier, apparait une mention indiquant « any and all records relating to project span including pont-saint-esprit files » (en français : « tous les documents relatifs au projet span y compris les fichiers de Pont-Saint-Esprit ») sans que l'on sache, à ce stade, si le document F-2020-01831 est lié à une activité de l'agence américaine.

## Fin du projet
À l'instar du programme d'armement biologique américain, les activités du projet sont compromises en novembre 1969 lorsque, peu après son investiture, le président Richard Nixon ordonne la destruction de tous les agents biologiques détenus par les forces armées,. Cette décision marque un changement significatif dans la politique américaine en matière de guerre biologique.  
Quelques mois plus tard, le 14 février 1970, la décision du président est étendue à l'ensemble du matériel chimique, marquant la fin du projet,. Le 18 février 1970 est la dernière date indiquée dans les documents du projet retrouvés dans les archives de la CIA,.
Sidney Gottlieb envisage difficilement la perte de certaines substances particulièrement rares. Il demande à Nathan Gordon, qui dirige la section chimie du TSS, un inventaire des poisons entreposés à Fort Detrick,. Une dizaine d'agents biologiques susceptibles de provoquer des maladies telles que la variole, la tuberculose, la salmonellose, l'encéphalite équine et la maladie du charbon, ainsi que six toxines organiques, constituent le stock du bureau,,. Gordon propose de transférer secrètement l'ensemble de ces substances vers une autre installation, mais l'idée est écartée par le directeur de l'agence, Richard Helms, et son adjoint, Thomas Karamessines,. En violation du décret présidentiel, deux toxines organiques sont finalement transférées vers un laboratoire de la CIA à Washington en février 1970. Lors de son audition devant une commission du Sénat des États-Unis en 1975, le Dr Gordon a déclaré avoir pris cette initiative sans en informer sa hiérarchie,,.
En 1973, presque tous les fichiers relatifs au projet MKNAOMI et au projet MK-ULTRA sont détruits par Sidney Gottlieb,,.

## Conséquences
En 1975, le nouveau directeur de l'agence Willam E. Colby apprend que deux poisons ont été conservés au mépris d'un ordre présidentiel. Une enquête interne est menée par le Dr Sayre Stevens, directeur adjoint de la division science et technologie,. Le 20 mai 1975, dans une petite pièce rarement utilisée du bâtiment de Washington, les enquêteurs retrouvent 11 g de saxitoxine, extraite à partir de mollusques et de crustacés, et environ 8 g de venin de cobra,,. Une fouille de l'endroit permet de découvrir dix-neuf autres substances mortelles,. Le projet MKNAOMI est mentionné dans deux documents retrouvés par le Dr Stevens dans les archives de la CIA à Warrenton, en Virginie,. 
Ces informations sont communiquées aux enquêteurs de la commission Church, créée le 27 janvier 1975 pour enquêter sur les abus des services secrets américains,. Sayre Stevens, William E. Colby, Nathan Gordon et Richard Helms sont auditionnés par les sénateurs les 16, 17 et 18 septembre 1975. L'existence et les objectifs du projet sont décrits par Colby lors de son témoignage. Un exemplaire de pistolet à fléchettes électrique est présenté devant la commission par le directeur de la CIA, qui reconnaît que le manque de documentation ne lui permet pas d'exclure que le matériel du projet ait été utilisé dans un nombre important d'opérations,,.
En octobre 1975, Sidney Gottlieb est lui aussi entendu par les sénateurs. Avant son audition, son avocat Terry F. Lenzer obtient l'immunité, le protégeant de poursuites judiciaires liées à ses déclarations. Dans les rapports et les retranscriptions des auditions, l'identité de Gottlieb est protégée par le pseudonyme « Joseph Scheider »,,. Son témoignage est incomplet et évasif concernant les détails du projet, tandis que la destruction des fichiers limite la compréhension des membres de la commission quant à l'étendue des activités menées,.